# جامعة الأمير سطام بن عبد العزيز
جامعة الأمير سطام بن عبد العزيز بالخرج (جامعة الأمير سلمان بن عبد العزيز وجامعة الخرج سابقًا) هي جامعة حكومية سعودية تقع في مدينة السيح بمحافظة الخرج بالمملكة العربية السعودية وهي تحت إشراف وزارة التعليم السعودية. يرأس الجامعة حاليًّا الدكتور عبد الله بن عبد العزيز التميم منذ شوال 1445هـ.

## نشأة الجامعة
تأسست بموجب مرسوم ملكي عام 1430 هـ الموافق 2009 بتحويل فرع جامعة الملك سعود بالخرج إلى جامعة مستقلة تدعى جامعة الخرج، وانضمام جميع الكليات في الخرج والدلم ووادي الدواسر وحوطة بني تميم والأفلاج والسليل إلى الجامعة. بعد ذلك تغير مسمى الجامعة مرتين وهي كالتالي:
- تم تعديل اسم الجامعة بموجب مرسوم ملكي إلى جامعة سلمان بن عبد العزيز بتاريخ 23-10-1432هـ.[4]
- في 10 جمادى الأولى 1436 هـ الموافق 1 مارس 2015 أصدر الملك سلمان بن عبد العزيز أمرًا بتغيير اسم الجامعة من جامعة سلمان بن عبد العزيز إلى جامعة الأمير سطام بن عبد العزيز.[5][6][7]

## مدراء الجامعة
- د. عبد الرحمن بن محمد بن مصدي العاصمي، من عام 1430 هـ إلى 1438 هـ.
- د. عبد العزيز بن عبد الله الحامد، من عام 1438 هـ حتى 22 رمضان 1442هـ.[8]
- د. عبد الرحمن بن هلال الطلحي الهذلي، من رمضان 1442هـ حتى 19 شوال 1445هـ.[9]
- د. عبد الله بن عبد العزيز التميم، من 19 شوال 1445هـ (28 أبريل 2024) حتى الآن.[2]

## إدارة الجامعة
- مكتب رئيس الجامعة

### الوكالات
- وكالة الجامعة[10]
- وكالة الجامعة للشؤون التعليمية والأكاديمية[11]
- وكالة الجامعة للدراسات العليا والبحث العلمي[12]

### العمادات
- عمادة القبول والتسجيل
- عمادة البحث والدراسات العليا
- عمادة التطوير والجودة
- عمادة شؤون الطلاب
- عمادة الخدمات التعليمية
- معهد الاستشارات وحلول الأعمال سيز

## كليات الجامعة
|                   | الكلية                          | الموقع        | نشأة الكلية | عمداء الكلية                | الأقسام |
| الكلية العلمية    | كلية إدارة الأعمال              | الخرج         | 1428هـ      | د. عواد على الوثيري         | قسم التسويق، قسم المحاسبة، قسم القانون، قسم الموارد البشرية، قسم نظم المعلومات الإدارية، قسم الإدارة، قسم المالية                                             |
| ----------------- | ------------------------------- | ------------- | ----------- | --------------------------- | --- |
| الكلية العلمية    | كلية الهندسة                    | الخرج         | 19-09-1426  | د. رائد بن عبدالله اليوسف   | قسم الهندسة الكهربائية، قسم الهندسة الميكانيكية، قسم الهندسة الصناعية، قسم الهندسة المدنية                                                                    |
| الكلية العلمية    | كلية هندسة وعلوم الحاسب         | الخرج         | 1427هـ      |                             | قسم هندسة الحاسب، قسم علوم الحاسب، قسم نظم المعلومات، قسم هندسة البرمجيات.                                                                                    |
| الكلية العلمية    | كلية الهندسة                    | وادي الدواسر  | 1430هـ      | د. محمد مسعود الحيدر        | قسم الهندسة الكهربائية، قسم الهندسة الميكانيكية، قسم هندسة الحاسب الألي والشبكات.                                                                             |
| الكلية العلمية    | كلية إدارة الأعمال              | حوطة بني تميم | 03-07-1429  | د. إبراهيم محمد الداود      | قسم المحاسبة، قسم المالية، قسم نظم المعلومات الإدارية، قسم الوحدات المساندة.                                                                                  |
| الكليات الصحية    | كلية الصيدلة                    | الخرج         |             | د.منال عبدالله مهدي العصيمي | قسم الصيدلانيات، قسم العقاقير، قسم الصيدلة الإكلينيكية، قسم الكيمياء الصيدلية، قسم علم الأدوية                                                                |
| الكليات الصحية    | كلية الطب البشري                | الخرج         |             |                             | قسم العلوم الطبية الأساسية، قسم طب الأطفال، قسم طب الباطنة، قسم الجراحة، قسم طب النساء والولادة                                                               |
| الكليات الصحية    | كلية طب الأسنان                 | الخرج         |             |                             | قسم اصلاح الأسنان، قسم جراحة الوجه والفم والفكين والعلوم التشخيصية، قسم الاستعاضة السنية، قسم وقاية الأسنان.                                                  |
| الكليات الصحية    | كلية العلوم الطبية التطبيقية    | الخرج         |             |                             | قسم العلاج الطبيعي والتأهيل الصحي، قسم الأشعة والتصوير الطبي، قسم التمريض، قسم علوم المختبرات الطبية، قسم التقنية الطبية الحيوية، قسم التقنية الطبية الحيوية. |
| الكليات الصحية    | كلية العلوم الطبية التطبيقية    | وادي الدواسر  | 1426هـ      |                             | قسم المختبرات الطبية، قسم علوم التمريض |
| الكليات الإنسانية | كلية التربية                    | الخرج         |             |                             | قسم اللغة العربية، قسم الدراسات الأنسانية، قسم رياض الأطفال، قسم العلوم التربوية، قسم المناهج وطرق التدريس، قسم علم النفس، قسم التربية الخاصة                 |
| الكليات الإنسانية | كلية التربية                    | الدلم         |             |                             | قسم اللغة العربية، قسم الدراسات الإسلامية، قسم الاقتصاد المنزلي، قسم الرياضيات.                                                                               |
| الكليات الإنسانية | كلية التربية                    | وادي الدواسر  |             |                             | قسم التربية الخاصة، قسم الاقتصاد المنزلي، قسم العلوم التربوية، قسم رياض الأطفال                                                                               |
| الكليات الإنسانية | كلية العلوم والدراسات الإنسانية | الخرج         |             |                             | قسم الرياضيات، قسم الفيزياء، قسم الكيمياء، قسم اللغة الإنجليزية، قسم الأحياء                                                                                  |
| الكليات الإنسانية | كلية العلوم والدراسات الإنسانية | حوطة بن تميم  |             | د. حصة سعود الهزاني         | قسم الرياضيات، قسم الكيمياء، قسم اللغة العربية، قسم اللغة الإنجليزية، قسم الدراسات الإسلامية، قسم نظم المعلومات، قسم التربية وعلم النفس.                      |
| الكليات الإنسانية | كلية العلوم والدراسات الإنسانية | الأفلاج       |             |                             | قسم الدراسات الإسلامية، قسم إدارة الأعمال، قسم الرياضيات، قسم الفيزياء، قسم الكيمياء، قسم اللغة الإنجليزية، قسم اللغة العربية، قسم المحاسبة، قسم علوم الحاسب  |
| الكليات الإنسانية | كلية العلوم والدراسات الإنسانية | السليل        |             |                             | قسم الدراسات الإسلامية، قسم اللغة العربية، قسم اللغة الإنجليزية، قسم علوم الحاسب والمعلومات، قسم إدارة الأعمال، قسم الرياضيات.                                |
| الكليات الإنسانية | كلية الاداب والعلوم             | وادي الدواسر  |             |                             | قسم الرياضيات، قسم علوم الحاسب، قسم اللغة الإنجليزية وآدابها، قسم اللغة العربية وآدابها، قسم الدراسات الإسلامية، قسم الكيمياء، قسم الفيزياء.                  |
| كليات المجتمع     | الكلية التطبيقية                | الخرج         | 1430هـ      | د. محفوظ مبارك الدوسري      | قسم الحاسب الألي، قسم اللغة الإنجليزية، قسم إدارة الأعمال. |
| كليات المجتمع     | كلية المجتمع                    | الأفلاج       |             |                             | قسم إدارة الأعمال، قسم إدارة المبيعات، قسم اللغة الإنجليزية، قسم الأجهزة الطبية، قسم التمريض، قسم الحاسب الالي، قسم الرياضيات                                 |

## معهد الاستشارات وحلول الأعمال سيز
أُنشئ معهد البحوث والخدمات الاستشارية بقرار مجلس التعليم العالي رقم (62) وتاريخ 1431/12/29هـ المتوج بموافقة خادم الحرمين الشريفين رئيس مجلس الوزراء، ورئيس مجلس التعليم العالي بالتوجيه البرقي الكريم رقم 446/م/ب وتاريخ 1432/1/21هـ. والذي بموجبه يحق للمعهد إجراء الدراسات وتقديم الاستشارات والخدمات العلمية والبحثية مدفوعة الثمن لكافة القطاعات الحكومية والأهلية.

## المستشفى الجامعي
يقع خارج الحرم الجامعي ويضم كافة التخصصات الطبية ويقدم خدماته من خلال 36 عيادة عامة وتخصصية. بالإضافة إلى عيادات الطلاب والطالبات في كليات الجامعة. يرأس مجلس إدارتها سعادة رئيس الجامعة أ.د عبد العزيز التميم.

## أوقاف جامعة الأمير سطام بن عبد العزيز
هو برنامج أنشأته جامعة الأمير سطام بن عبد العزيز، يهدف هذا البرنامج إلى تعزيز دور الجامعة في تفعيل الشراكات وخدمة المجتمع والتنمية، ولتحقيق الاكتفاء الذاتي لموارد الجامعة لتستقل بذاتها، حيث تصرف عوائد الأوقاف على دعم الأنشطة والأبحاث والنهوض بالبحث العلمي ومراكز الدراسات التي تؤدي إلى تحسين مستوى الجامعة في التصنيفات العالمية وتعزيز جهود البحث والتطوير والتعليم، ودعم المستشفيات الجامعية والأبحاث الصحية لعلاج الأمراض المزمنة وإجراء الأبحاث المفيدة للبشرية، وتفعيل العلاقة بين الجامعة والمجتمع.

### التأسيس
تأسيس أوقاف جامعة الأمير سطام بن عبد العزيز مر بعدة مراحل، انطلقاً من نظام التعليم العالي والصلاحية المخولة لمجلس جامعة الأمير سطام بن عبد العزيز بموجب المادة رقم (54/ب) من نظام التعليم العالي الصادر بالمرسوم رقم (م/8) وتاريخ الرابع من شهر جمادى الآخر من عام 1414 هـ فيما يتصل بقبول الأوقاف والتصرف فيها، ثم أتى قرار مجلس الجامعة في رجب من عام 1432هـ حيث وافق مجلس جامعة الأمير سطام بن عبد العزيز في جلسته السابعة للعام الجامعي 1431/143هـ على إنشاء أمانة أوقاف الجامعة وتعيين الدكتور عبد الرحمن الجريوي أميناً لها، ، وفي شهر شعبان من عام 1436صدر قرار مدير الجامعة بتشكيل اللجنة التأسيسية لأوقاف الجامعة.

### أهداف الأوقاف
1. تمويل المنح الدراسية للطلاب المحتاجين ودعم مجالات البر والحسان والتكافل الاجتماعي والصحي في مجتمع الجامعة والمحافظات المتواجدة فيها.
2. دعم المشاريع البحثية التي تعالج مشكلات المحافظات وتخدم أهداف التنمية فيها.
3. تنمية الموارد البشرية في الجامعة، واستقطاب الطاقات العلمية والإدارية والاستثمارية المتميزة.
4. دعم الميزانية التشغيلية والإنتاجية على المدى الطويل لصالح الأجيال القادمة.
5. تنمية موارد الجامعة الذاتية لتحفيز الإبداع والابتكار والتميز في الأداء.
6. تمويل البنى التحتية للعملية التعليمية بالجامعة في كافة تخصصاتها.
7. دعم البرامج التطويرية، وتحفيز الإبداع والموهبة لدى الطلاب والطالبات ورعايتها.

## تصنيف الجامعة
|              | وطنيا | عربيا   | آسيا                   | عالميا |
| ------------ | ----- | ------- | ---------------------- | ------ |
| كيو اس ستارز | 15    | 81-90   | -                      | -      |
| ويبومتريكس   | 17    | -       | 72                     | 2982   |
| يوراب URAP   | 12    |         | 647                    | 1841   |
| UniRANK      | 14    | 37      |                        | 2680   |
| SCImago      | 21    | أفضل 60 | 110 ( في الشرق الأوسط) | 730    |

## وصلات خارجية
- موقع الجامعة الرسمي[وصلة مكسورة].